# پارکس (آرکانزاس)
پارکس (به انگلیسی: Parks) یک منطقهٔ مسکونی در ایالات متحده آمریکا است که در شهرستان اسکات، آرکانزاس واقع شده‌است. پارکس ۱۹۶٫۹ متر بالاتر از سطح دریا واقع شده‌است.